# Station Hinchley Wood
Hinchley Wood is een spoorwegstation van National Rail in Hinchley Wood, Elmbridge in Engeland. Het station is eigendom van Network Rail en wordt beheerd door South Western Railway. Het station is geopend in 1930.